# Liste des évêques et archevêques de Niamey
Pour un article plus général, voir Archidiocèse de Niamey.
La préfecture apostolique nigérienne de Niamey est créée le 28 avril 1942, par détachement des vicariats apostoliques du Dahomey (Bénin), de Foumban (Cameroun), de Khartoum (Soudan), et de Ouagadougou (Burkina Faso), ainsi que des préfectures apostoliques de Ghardaïa (Algérie), de Jos (Nigeria) et de Kaduna (Nigeria).
Elle est érigée en diocèse le 21 mars 1961 puis en archidiocèse métropolitain de Niamey (Archidioecesis Niameyensis) le 25 juin 2007 avec pour diocèse suffragant celui de Maradi.
Jusqu'en 2014, le siège de Niamey avait toujours été occupé par des missionnaires français, Rédemptoristes (C.SS.R) ou membres de la Société des missions africaines (S.M.A.).

## Titulaires du siège

### Préfets apostoliques
- 1er mai 1942-21 mai 1948 : François Faroud (S.M.A.), nommé ensuite préfet apostolique de Parakou (Bénin).
- 15 juillet 1948-1961 : Constant Quillard (C.SS.R)

### Évêques
- 21 mars 1961-25 juin 1984 : Jean-Marie Berlier (Jean-Marie Baptiste Hippolyte Berlier) (C.SS.R)
- 25 juin 1984-25 janvier 2003 : Guy Romano (Guy Armand Romano) (C.SS.R)
- 25 janvier 2003-25 juin 2007 : Michel Cartatéguy (Michel Christian Cartatéguy) (S.M.A.)

### Archevêques
- 25 juin 2007- 11 octobre 2014 : Michel Cartatéguy (Michel Christian Cartatéguy) (S.M.A.), promu archevêque
- depuis le 11 octobre 2014 : Laurent Lompo

## Sources
- (en) L'archidiocèse de Niamey sur Catholic Hierarchy